# Пураній-де-Сус
Пураній-де-Сус (рум. Puranii de Sus) — село у повіті Телеорман в Румунії. Входить до складу комуни Пурань.
Село розташоване на відстані 55 км на захід від Бухареста, 44 км на північ від Александрії, 126 км на схід від Крайови, 144 км на південь від Брашова.

## Населення
За даними перепису населення 2002 року у селі проживали 890 осіб. Усі жителі села рідною мовою назвали румунську.
Національний склад населення села:
| Національність | Кількість осіб | Відсоток |
| -------------- | -------------- | -------- |
| румуни         | 884            | 99,3%    |
| цигани         | 5              | 0,6%     |